# Gersa II
Gersa II – wieś w Rumunii, w okręgu Bistrița-Năsăud, w gminie Rebrișoara. W 2011 roku liczyła 230 mieszkańców.